# Вевюрка (Вармінсько-Мазурське воєводство)
Вевюрка (пол. Wiewiórka, нім. Susannenthal) — село в Польщі, у гміні Ілава Ілавського повіту Вармінсько-Мазурського воєводства.
Населення — 96 осіб (2011).
У 1975-1998 роках село належало до Ольштинського воєводства.

## Демографія
Демографічна структура станом на 31 березня 2011 року:
|          | Загалом | Допрацездатний вік | Працездатний вік | Постпрацездатний вік |
| -------- | ------- | ------------------ | ---------------- | -------------------- |
| Чоловіки | 49      | 14                 | 30               | 5                    |
| Жінки    | 47      | 15                 | 26               | 6                    |
| Разом    | 96      | 29                 | 56               | 11                   |